# Takeshi Ojitani
Takeshi Ojitani, 王子谷剛志? (9 giugno 1992), è un judoka giapponese.

## Palmarès
- Mondiali open

Marrakech 2017: oro nella categoria open.
- Campionati asiatici

Tashkent 2012: argento nei +100kg.
- Giochi asiatici

Incheon 2014: oro nei +100kg e bronzo nella gara a squadre.
- Universiade

Shenzhen 2011: oro nella gara a squadre e bronzo nei +100kg.
Kazan 2013: oro nella gara a squadre.
- Campionati mondiali juniores

Agadir 2010: oro nei +100kg;
Città del Capo 2011: oro nei +100kg.

### Vittorie nel circuito IJF
| Data             | Località | Paese    | Categoria |
| ---------------- | -------- | -------- | --------- |
| 14 giugno 2015   | Budapest | Ungheria | Gran Prix |
| 4 dicembre 2016  | Tokyo    | Giappone | Gran Slam |
| 12 febbraio 2017 | Parigi   | Francia  | Gran Slam |